# Richard de Bury (1730-1794)
Pour les articles homonymes, voir Richard de Bury et Bury.
Richard de Bury (1730-1794) est un écrivain français surtout connu pour ses ouvrages sur deux rois de France.

## Publications
- Richard de Bury, Histoire de la vie de Henri IV, roi de France et de Navarre, 1765 (lire en ligne)
- Richard de Bury, Histoire de la vie de Louis XIII, roi de France et de Navarre, 1768
- Richard de Bury, Histoire de St.  Louis, Roi de France, 1775 
  - Histoire de St. Louis, Roi de France, disponible sur le site du projet Gutenberg.

## Pour approfondir